# Club Deportivo San Luis de Quillota

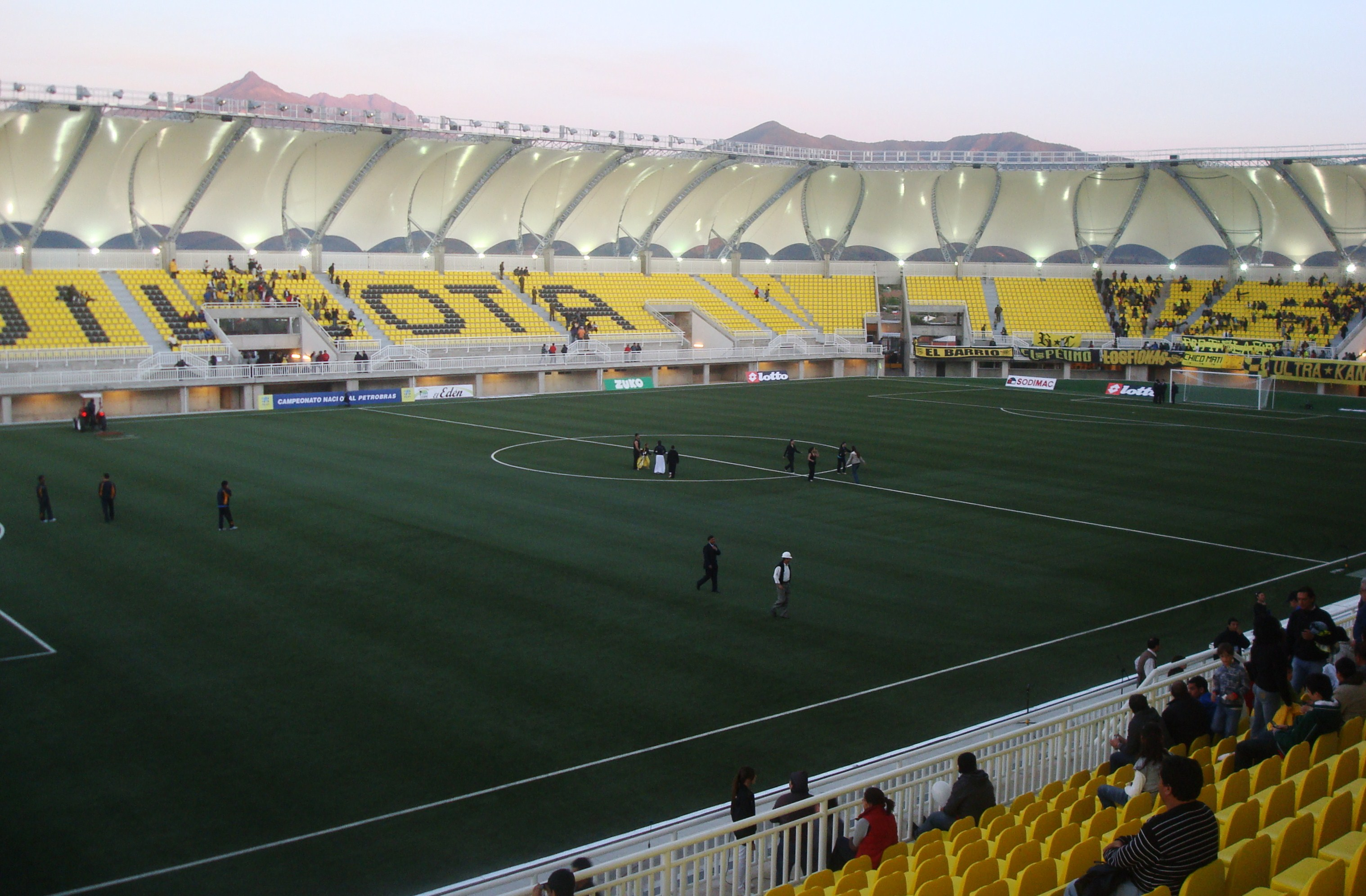
Klubbens stadium Estadio Municipal Lucio Fariña Fernández när den nyinvigdes 2010.

Club Deportivo San Luis de Quillota är en chilensk fotbollsklubb från staden Quillota som tillhör V regionen. Klubben bildades den 8 december, 1919 och spelar i Primera División B.